# Vagula
Il lago Vagula (in estone: Vagula järv) è un lago situato nei pressi di Võru. È il sesto lago dell'Estonia per superficie. Poco lontano dal Vagula si trova il lago Tamula.